# 塩

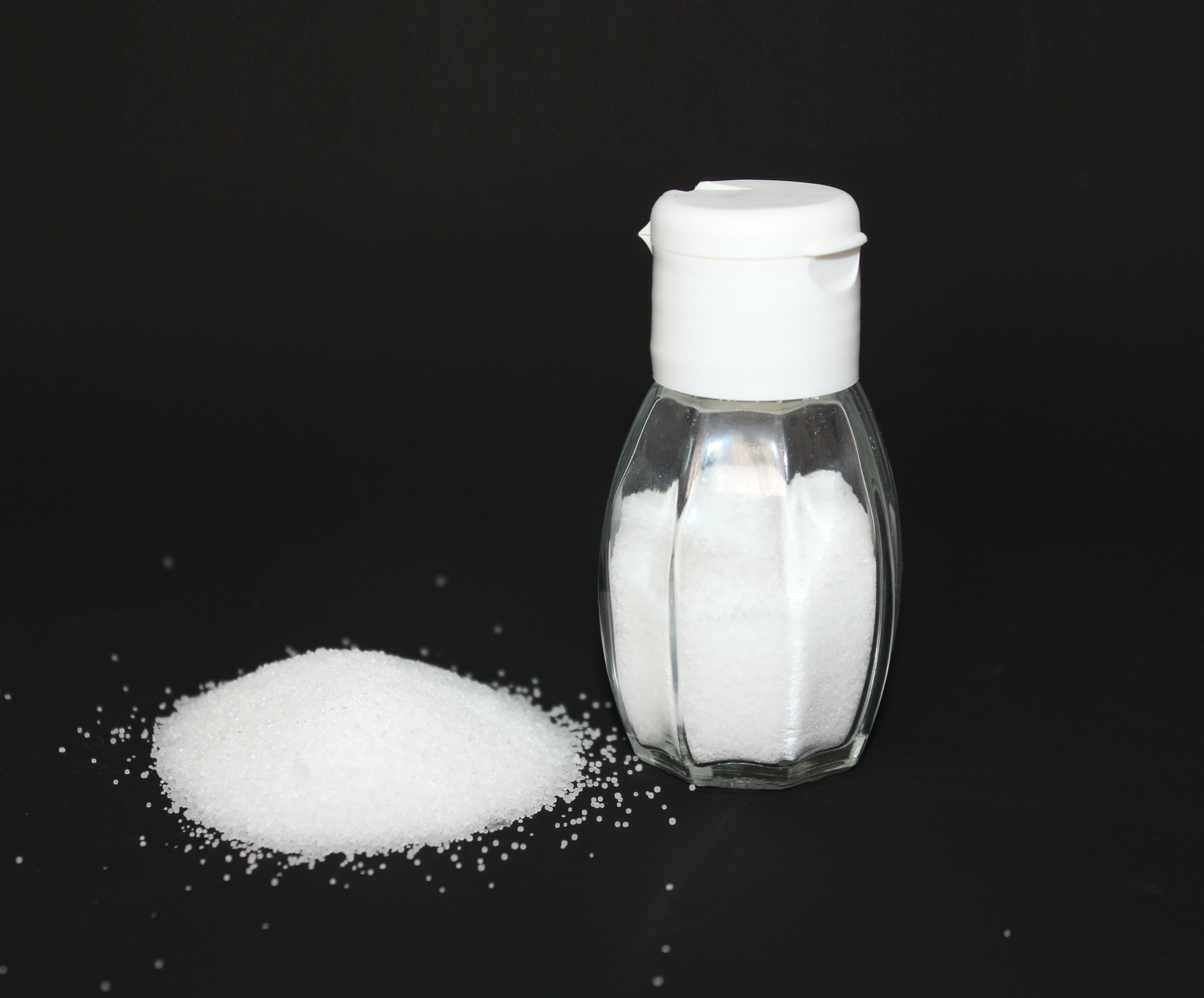
塩

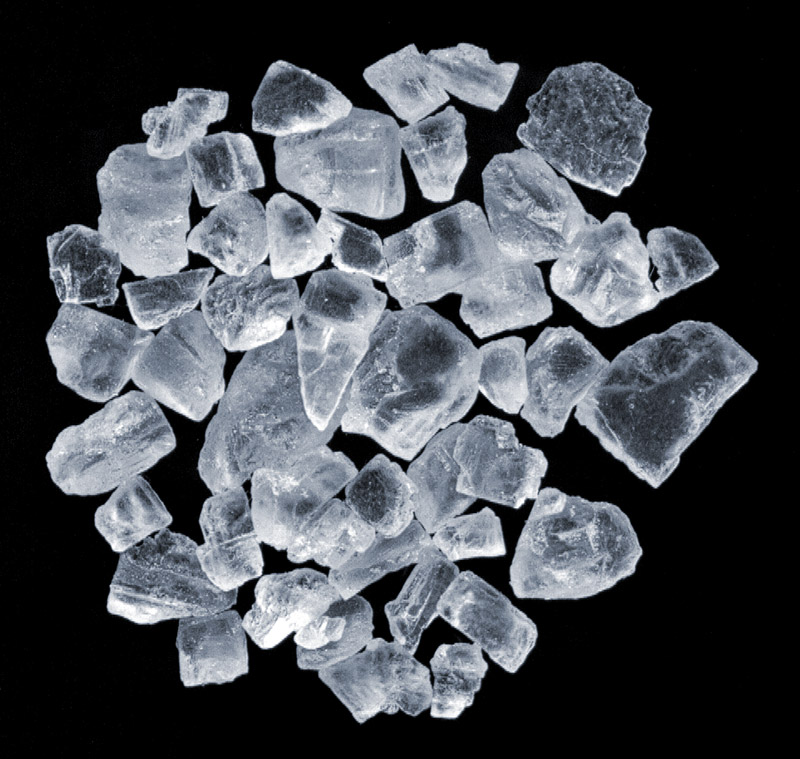
塩の結晶

塩（しお、英: salt）は、塩化ナトリウムを主な成分とし、海水の乾燥・岩塩の採掘によって生産される物質。保存（塩漬け・塩蔵）などの目的で食品に使用されるほか、また塩味をつける調味料とし、ソーダ工業用・融氷雪用・水処理設備の一種の軟化器に使われるイオン交換樹脂の再生などにも使用される。
日本の塩事業法にあっては、「塩化ナトリウムの含有量が100分の40以上の固形物」（ただし、チリ硝石、カイニット、シルビニットその他財務省令で定める鉱物を除く）と定義される（塩事業法2条1項）。
塩分の摂取を減らす製品には、塩化ナトリウムと同様に塩味を感じるが苦みもある塩化カリウムが含まれている。この塩化カリウムは、多くの国で摂取される植物灰から得られる塩に多く含まれる。

## 製法

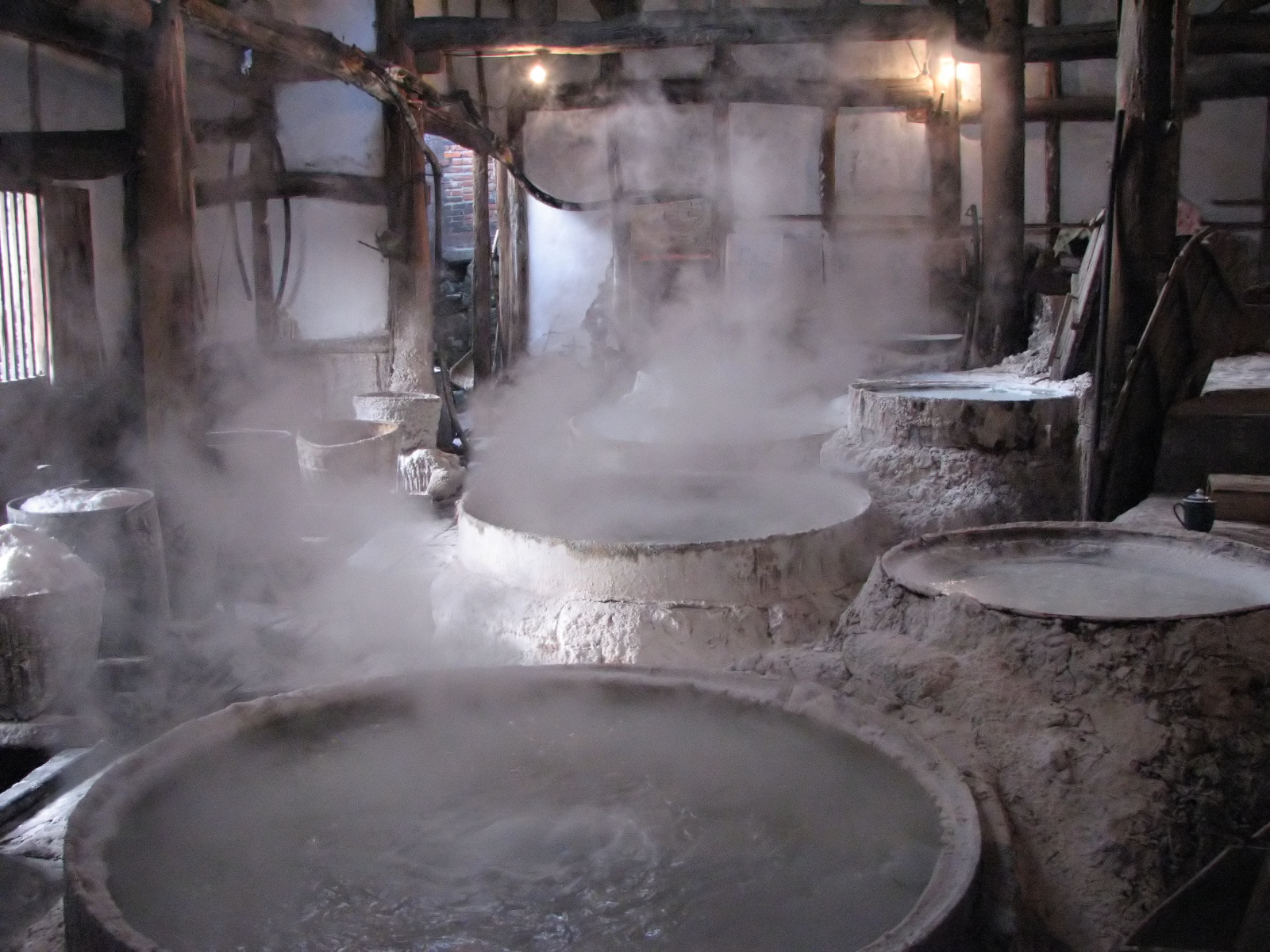
井水を煮詰めて塩を作る様子（中華人民共和国、自貢市）

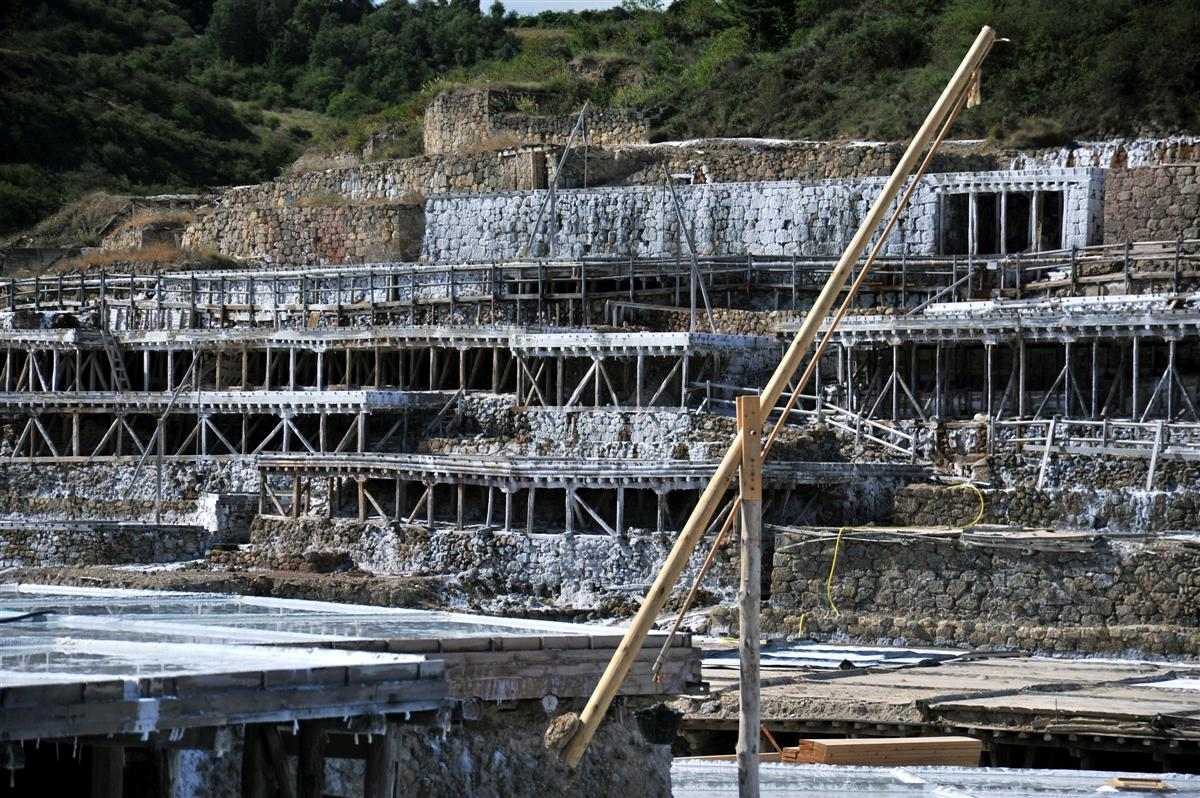
岩塩の採掘現場（スペイン）

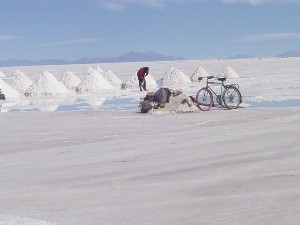
ウユニ塩原の塩採掘

### 原料
塩は大きく分けて以下の4つの原材料から作られる。
岩塩
岩塩を採掘する。主にヨーロッパ・北アメリカにて行われる。岩塩は、かつて海であった土地が地殻変動により地中に埋まり海水の塩分が結晶化した地層から採掘できる。岩塩の製法は溶解採掘法と、乾式採掘法に分かれる。溶解採掘法は一度水に溶かし、煮詰めて塩を取り出す方法である。不純物が少なく欧米では食用として一般的に用いられる製法である。一方、乾式採掘は直接掘り出す方法で、不純物が混じりやすく、また硬いので食用には適さないが、ヒマラヤ産などの結晶が大きく塊で取り出せるものの場合、そのまま風味のある岩塩として食用に用いられる。
海塩（天日塩など）
海水から塩を取り出す。古来の方法としては、塩田において天日製塩法で作る。西ヨーロッパ、メキシコやオーストラリアなど。海塩は主に天日製塩法で作られる。この製塩法は、海水を塩田に引き込み、1 - 2年程度の期間で塩田内の細分化された濃縮池を巡回しながら太陽と風で海水を濃縮していき採塩池で結晶化した塩を収穫する方法である（メキシコやオーストラリア・ヨーロッパの沿岸地域に多い）。なお、アメリカの一部の州や韓国では好塩菌混入などの問題から天日塩の直接の食用使用を制限し禁止している。処理法として海塩を焼成して焼塩として食用に供する方法もある。
湖塩
塩湖が干上がって出来た塩類平原などから採取する。ボリビアのウユニなどで採取されている。
井塩（山塩、地下塩水塩）
大陸の内陸部である中国四川盆地富順県、古代にツェヒシュタイン海という塩湖があったドイツなどで、塩を含んだ塩化物泉の温泉・地下水からの製塩（塩井）が行われ、井塩（せいえん）が製造されている。日本では、福島県の大塩裏磐梯温泉や長野県の鹿塩温泉などで小規模ながら温泉から製塩が行われている。
その他
灰塩 - 雨が多い地域や内陸部で見られる塩分を含んだ海藻や植物を焼いた灰から塩分を採取する方法
世界の塩の生産量は2008年で2億650万トンと言われておりそのうち天日塩が約36%である。

### 製法
- 塩水を天日により乾燥させる天日製塩法
- 風による蒸発を促進させる流下式塩田（グラディアヴェルクなど）
- 天日や風で濃縮された塩水を塩釜や製塩土器で煮詰める煎熬採塩法
- 真空式製塩法
- カナワ式製塩法
- ST式製塩法
- イオン交換膜製塩法・揚浜式製塩法・瞬間結晶など。
- 灰塩 - 日本古来の塩の製造方法に諸説あるが藻塩焼があり、塩分を含んだ海藻を天日で乾燥させた後に焼いて灰塩として、それに海水を加えて濃して煮詰めて塩を作ったという説がある[4]。ウィトト族（英語版）などの南アメリカ・中央アメリカの民が選別する複数種の植物を焼いて灰塩を得ていた[5]。中央アフリカのチャドなどでは、オギノツメ属のHygrophila auriculataなどを焼いて灰塩を採取する。これらの植物から得られる塩には塩味を感じる塩化カリウムが多く含まれる[6][7]。ニューギニアの内陸部のモニュ族でも植物を焼いた灰から塩を作る[8]。

### 日本
日本では岩塩としての資源がなく、固まった塩資源は採れない。また、年間降水量も世界平均の2倍であることから日照時間が比較的長い瀬戸内地方や能登半島など、一部地域以外は塩田に不向きである。このため、塩を作るには、もっぱら海水を煮詰めて作られる。これは、天日干しに比べて、燃料や道具などが必要になるためコストがかかり、大規模な製塩には向かない方法である。そのため自給率は食用塩が85 %であるが、工業用を含めると全消費量の85 %を輸入に頼っている。
海水から製塩するには、直接海水を煮詰めて食塩を得るより、一度、濃度の高い塩水を作ってから煮詰めたほうが効率が良い。この濃い塩水を「鹹水（かんすい）」と言い、この作業を「採鹹（さいかん）」、また煮詰める作業を「煎熬（せんごう）」という。
古代の日本の製塩法は、文献や民俗資料から推測されている。古墳時代までは、『万葉集』に「藻塩焼く（もしおやく）」「玉藻刈る（たまもかる）」などと枕詞にあるように、海岸に打ち上げられたホンダワラなどの海草が天日で乾燥されて表面に析出した塩の結晶を、甕（かめ）に蓄えた海水で洗い出し、塩分を海水のほうに移す作業を何回も繰り返すことにより鹹水を得るというのが一説だが、また、打ち上げられた海草を集めて焼き、その灰を海水に溶いて塩分や海草のヨードなどの養分を溶かし出し、灰を布で濾し出して鹹水を得るという説もある。海水を煮詰める工程において専用に用いられた土器は、製塩土器と呼ばれている。沿岸各地の遺跡、遺物埋抱地で見つかっている。この製法は中国地方では弥生時代中期頃に、岡山県の児島半島付近で始まったといわれている。遺跡は、岡山県下では足守川や旭川の下流域、さらには邑久平野へと広がっている。
その後、万葉時代頃から、揚浜式塩田などの塩田法による製塩に移行していった。江戸時代の江戸塩職人は「壷焼塩」と呼ばれる塩を作っていた。これは、石臼で挽いた粗塩を素焼きの壺に入れ釜で二昼夜以上高温で焼いて作り上げるが、非常に高価で貴重であることから、黒船で来日したマシュー・ペリーをもてなす宴会二の膳に出された。
揚浜式製塩法は入浜式製塩法、1950年代には枝条架（しじょうか）式とも呼ばれる流下式製塩法、1970年代にはイオン交換膜製塩法へと変化していった。このような海水からの製塩法では、副産物として豆腐の原料となるにがりができる。
1997年（平成9年）に塩などの専売制が廃止され、2002年（平成14年）には塩の製造販売が完全自由化された。これ以降、日本各地で流下式といった過去に行われていた製法が復刻され、水分を瞬間的に蒸発させる加熱噴霧といった新しい製法で作られる塩も流通している。

## 塩の販売の歴史
人類最古の保存料である塩はヒトの生存に必須のため、古くから政治的、経済的に重要な位置を占めていた。世界各地に海岸部の塩田や内陸部の塩湖から塩を運ぶ道があり、塩を扱う商人は大きな富を得た。ロシア帝国の大商人で貴族にもなったストロガノフ家は塩商人を前身とした。
インドではイギリス領インド帝国時代の1930年に、マハトマ・ガンディーらがイギリス帝国の塩の専売に抗議する「塩の行進」と呼ばれる運動を行い、インド独立運動の重要な転換点となった。

### 日本における塩の専売

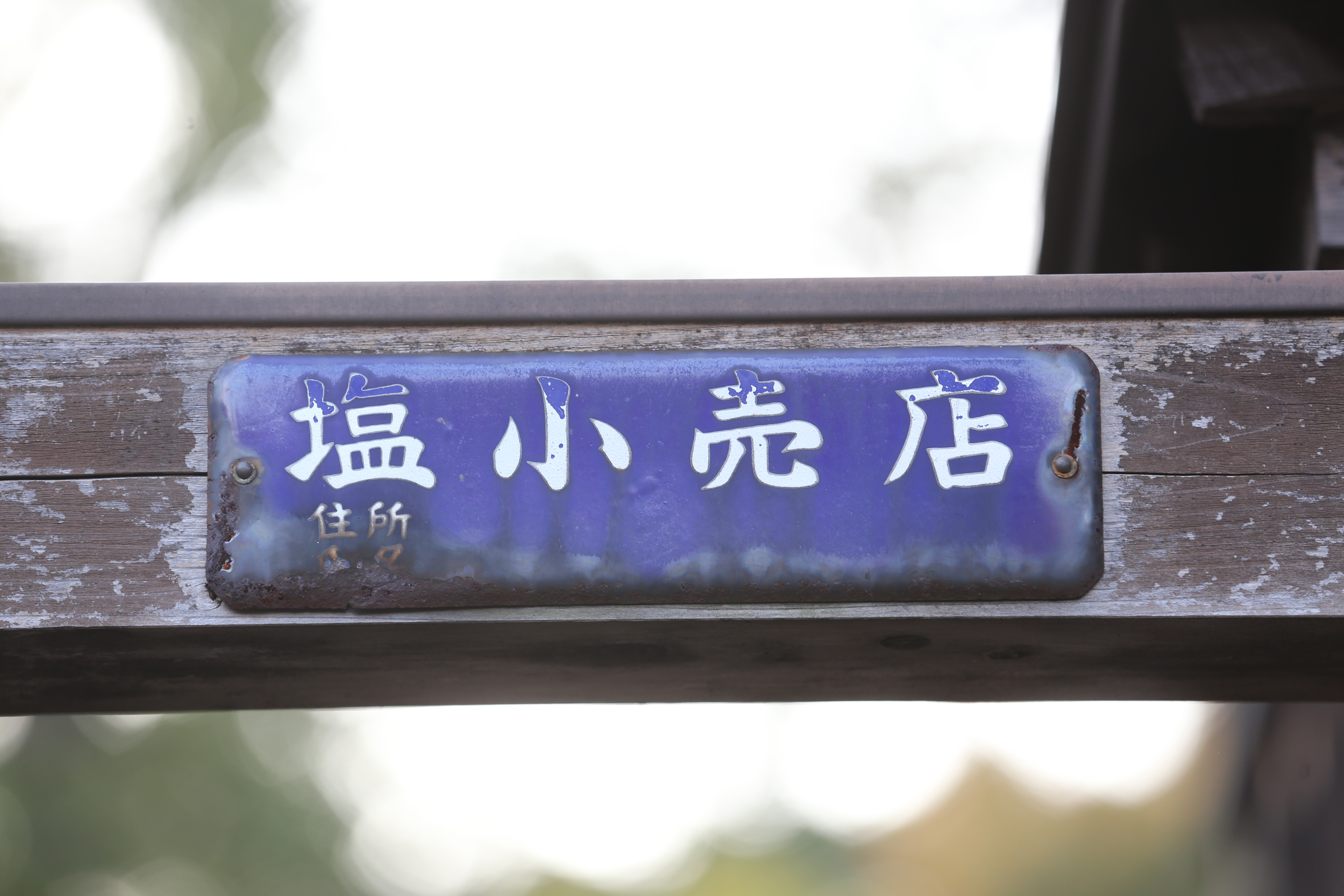
専売制当時の塩小売店の鑑札。

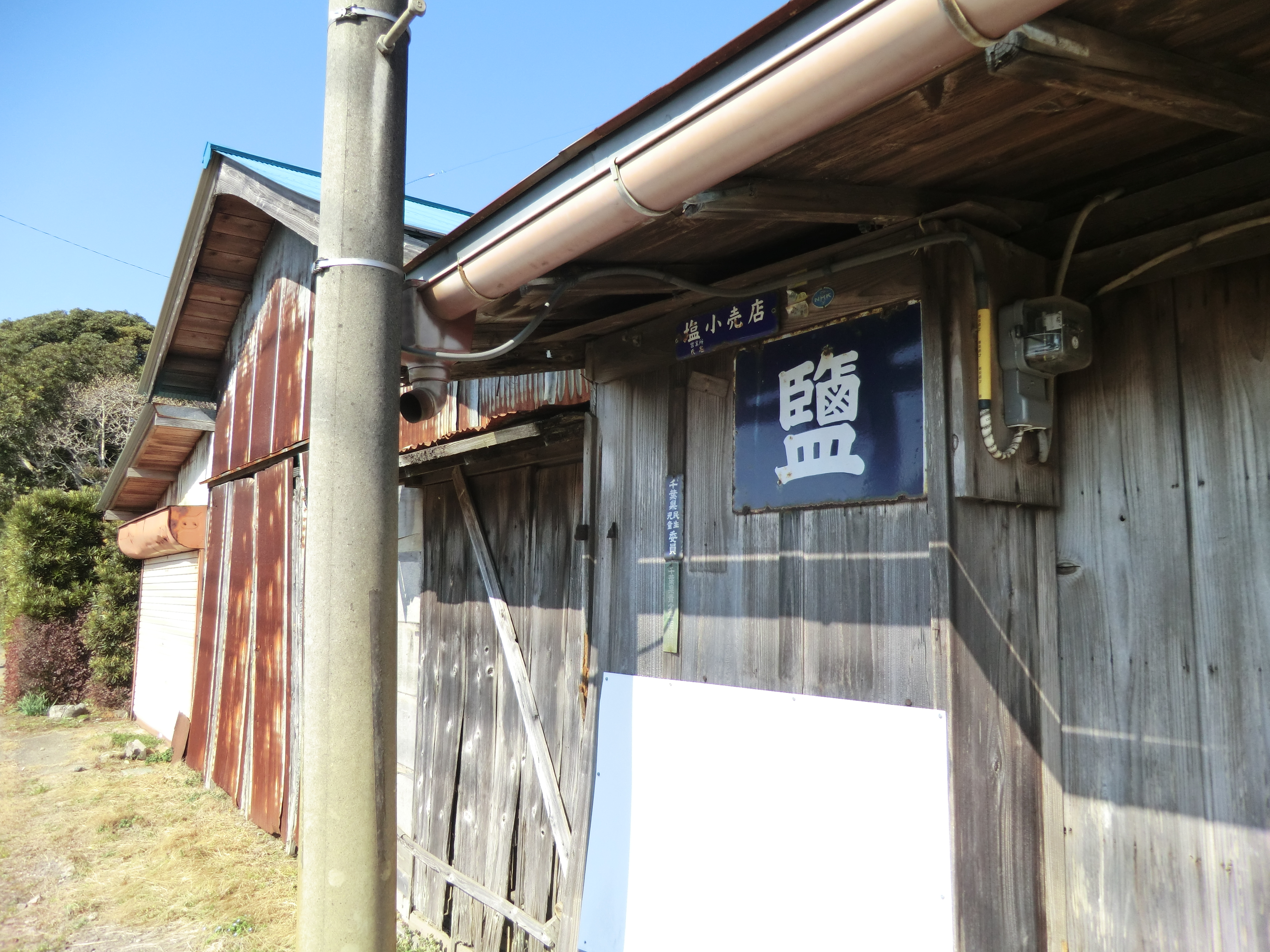
青地に「鹽（塩）」のホーロー看板。専売制の下、塩の小売の許可を受けた商店に掲げられた。

日本でも、奈良時代には庸税として徴収し、江戸時代以降に財政確保もしくは公益を目的として塩の専売を導入する藩が多くあった。財政確保を目的とした藩としては忠臣蔵で知られる赤穂藩はその代表格である。しかしながら入浜式塩田は潮の干満差を利用した製法のため、緯度の高い地域での生産は困難であり、その北限は太平洋側は現在の宮城県、日本海側は現在の石川県であった。東北地方北部などでは薪を大量に使い海水を直接煮詰めるという原始的な製法から脱却できず生産量は極めて少なかったため、藩が公益事業として専売制度を導入し塩の産地である瀬戸内地方からの交易で供給を確保せざるをえなかった。また、アイヌ民族においては、塩の入手のほとんどは和人との交易に頼っていた。
明治時代になり、政府でも日露戦争の財源確保のために、塩に税金を掛ける案（非常特別税法）が出たが、これに反対する人たちが塩の販売を専売制にするように提案。これが議会で通り、塩の専売制が始まった。1905年（明治38年）、大蔵省専売局が設置されて塩の専売制が開始され、当時はタバコ・樟脳とともに財源確保の目的の強い専売品であったが、第一次世界大戦期のインフレなどにより財源確保の意味合いは薄れ、国内自給確保の公益目的の専売制度に大正時代末期より変化した。当時より自給率の低かった日本は需要の多くを輸入もしくは移入に頼っていたために、第二次世界大戦時には塩の輸入のストップから需要が急激に逼迫し、公益専売制度についても機能不全に陥り、1944年（昭和19年）より自家製塩制度を認めることとなった。この自家製塩制度については直煮法など原始的な製造法が大きく、品質も工業用としては不純物の多いものが多かった。この制度は1949年（昭和24年）まで続いた。
戦後復興などによる工業用塩の需要増から輸入を再開し、国内製塩事業による自給確保と安価な塩の全国的な安定流通を目的に塩専売法を改正し、1949年に設立された日本専売公社によって塩の専売事業を復活させた。しかし、濃い塩水（鹹水）を作り煮詰めるという伝統的な製塩方法では近代的な大量需要に対応するには限界があった。江戸時代に開発された入浜式製塩法は戦後しばらく採用されていたが、昭和20年代後半には流下式製塩法が開発された。
昭和30年代よりイオン交換膜製塩法が試験的に導入され、高純度の塩が安価に製造できるようになり（本格導入は1971年（昭和46年））、世界でも一般的な純度・価格の塩の国内製造を実現し現在まで続いている。このイオン交換膜製塩法にて製造された塩が「食塩」として食用にも販売されることとなった。イオン交換膜製塩法の本格導入に伴い、約20年続いた流下式塩田による塩の製造が廃止された。その後、ミネラルの重要性を訴えた廃業事業者を中心として「日本自然塩普及会」や「日本食用塩研究会」といった組織が発足し、流下式塩田による製塩の復活を求める活動等が行われ、輸入塩ににがり成分を混ぜた塩や流下式塩田を応用化した製法の塩の製造などについて一定の制約のもと認められることとなり、その流通量も徐々に増えていった。
日本本土では塩の専売制が再開したが、戦後アメリカによる統治が続いた沖縄では、塩の製造・販売が自由化された状態が続いた。1946年（昭和21年）6月に創業した沖縄製塩が、塩田で製造した塩と台湾から輸入した原料塩を元に食塩を製造・販売し、一時は沖縄で消費される食塩の75%を製造していた。しかし、1972年（昭和47年）の沖縄返還で沖縄にも専売制が導入され、沖縄製塩は製塩事業を廃業。沖縄県における唯一の塩元売人である、沖縄塩元売として存続した。
その後、1985年（昭和60年）に、日本専売公社が民営化（日本たばこ産業に移行）することになり、塩の販売も専売制から徐々に自由に販売できるようになってきた。1997年（平成9年）4月には塩の専売制が廃止（塩事業法に移行）され、日本たばこ産業の塩事業は財団法人塩事業センターに移管された。
塩事業法の経過措置が終了した2002年（平成14年）4月に塩の販売は自由化された。塩の製造、販売等を行う場合、財務省への届出等が必要である。自由化に伴い、沖縄、九州、四国、大島など、日本各地で少数ながら流下式を基本とした製法で海塩が作られ、日本人の健康志向の高まりとあいまっていわゆる「自然塩ブーム」を起こした。
イオン交換膜製塩法導入後も工業需要の増加は続き、2007年（平成19年）の時点で自給率は15%程度に過ぎず国内自給確保には至っていない。なお、2017年（平成29年）の日本での塩の消費の約74%は工業用原料としての用途である。

### 中国大陸における塩の専売
中国大陸では紀元前2000年以上前から、山西省運城市の運城塩湖（运城盐湖）での製塩産業が盛んで、前漢時代より塩の専売が行われており、2000年にわたる皇帝支配の財政的基盤となった。『塩鉄論』のように、塩の専売制度を巡る議論は前漢から行われている。4世紀には油井と塩湖が竹製パイプラインで繋がれ、水分を蒸発させる方法で製塩が行われた。一方で、王朝による高額な専売塩より安く塩を密売して、巨額の利益を上げる者（塩賊）もおり、その中でも唐を崩壊させる黄巣の乱を起こした黄巣は有名である。
中国国有企業の中の中央企業の一つに中国塩業集団が置かれ、現在でも専売を行っている。

### 朝鮮半島における塩の専売
朝鮮半島では、高麗時代において忠宣王の治世中から権塩法が施行し、塩の専売を行った。高麗時代においては塩との交換できる物品は布に限定された。
塩の専売は李氏朝鮮においても継続され、州や郡ごとに塩場が置かれ、塩との交換品目を布の他に米、雑穀が追加された。一方で民間が生産した塩に税をかける形で私塩も容認された。1445年に私塩場を全廃し販売だけでなく、塩の生産も全て官営とする義塩法を施行するが批判が多く、1446年に廃止した。以降は私塩を認めたものの官衙の徹底した管理に置かれた。このために基本的に官製塩が主流となった。

## 塩の規格

### コーデックス規格
国際食品規格委員会（コーデックス委員会）とは消費者の健康の保護、食品の公正な貿易の確保等を目的として、1962年にFAOおよびWHOにより設置された機関であり、世界的に通用する唯一の食品規格であるコーデックス規格（国際食品規格）の作成を行っている。食用塩についてもコーデックス規格を1985年より以下の通り定めている。日本も同委員会には1966年（昭和41年）より参加している。
- 成分
  - NaCl純度（乾物基準、添加物除く）＝97%以上
- 副成分
  - カルシウム・カリウム・マグネシウム・ナトリウムの硫酸塩、炭酸塩、臭化物塩、カルシウム・カリウム・マグネシウムの塩化物＝3%未満（NaCl純度からの逆算）
- 混入（有害）元素
  - As（ヒ素）＝0.5mg/kg以下
  - Cu（銅）＝2mg
  - Pb（鉛）＝2mg/kg以下
  - Cd（カドミウム）＝0.5mg/kg以下
  - Hg（水銀）＝0.1mg/kg以下
- ヨウ素添加
  - ナトリウムまたはカリウムのヨウ化物塩またはヨウ素酸塩
    - 米国等では添加が義務づけられている。ヨウ素の項目を参照。
- 固結防止剤
  - カルシウムまたはマグネシウムの炭酸塩、酸化マグネシウム、リン酸三カルシウム、二酸化ケイ素、カルシウムまたはマグネシウムのアルミノケイ酸塩＝2%
  - ミリスチン酸、パルミチン酸、ステアリン酸のカルシウム、カリウムまたはナトリウム塩＝2%
  - カルシウム、カリウムまたはナトリウムのフェロシアン化物塩＝10mg/kg（フェロシアン化物イオンとして）
- 乳化剤
  - ポリオキシエチレンソルビタンモノオレイン酸＝10mg/kg
  - ポリジメチルシロキサン＝10mg/kg以下

### 天日塩の規格
欧州連合では上記のコーデックス基準が適用されているが、フランスにおいては国内の天日塩生産者組合の活動により天日塩の塩化ナトリウム含有率を94%以上と定義する条例が2007年4月24日に成立している。
また、朝鮮半島においては、1900年代初頭から天日塩を新安郡の島々で作って来たが、現在、法的に禁止状態になっている。韓国の生産者協会のロビー活動により、この塩を認知する新しい法律が2007年9月に成立する見通しとなっていた。ただしコーデックス規格に示されている有害といわれる元素の基準については触れられていない。

### 日本における規格と表示
日本では食塩、並塩、精製塩などを総称して「食塩類」とする。塩事業センター及び日本塩工業会等の品質規格で「食塩」は塩化ナトリウム含有量が99%以上のもの、「並塩」は95%以上のものとされている。また「精製塩」は塩事業センターの品質規格で塩化ナトリウム含有量99.5%以上のものをいう。
塩の製造販売の自由化以降、銘柄数が増えた家庭用塩 について、消費者からは「家庭用塩の表示がわかりにくい」との情報が寄せられていた。2004年（平成16年）7月21日、公正取引委員会は、日本で採取された塩であると誤認される表示を行い輸入塩を販売しているとして塩の販売業者9社に、景品表示法第4条（優良誤認）の規定に違反するおそれがあるものとし警告を行ったと発表し、同年9月、東京都は塩業界による表示の自主ルールを策定することを提案した。これを受けて以下のような提案がされた。
- 「自然」、「天然」の表示は、使用しない。
- 「ミネラルたっぷり」など、ミネラルの効用・優位性を示す表示は、使用しない。
- 「最高」「究極」など、最上級を示す表示は、根拠となる客観的な事実がある場合を除いて、使用しない。
- 「無添加」の表示は、優良性の根拠となる客観的な事実がなければ、使用しない。
- 食塩の製造方法について、「原料」や「製造過程」の表示枠を独自に設け、消費者にわかりやすく表示する。
- JAS法に基づく必要表示事項の表示（枠内表示）について、「名称」「原材料名」の記載を標準化し、消費者にわかりやすく表示する。

こういった経緯から、「食用塩公正取引協議会準備会」が発足し、公正競争規約作成への準備が進められ、2008年（平成20年）4月18日に公正取引委員会において2年間の猶予期間を前提に
- 「自然塩」「天然塩」およびそれに類する用語は使用できない。
- 「海洋深層水使用」により品質が優れていることを表示するにはその合理的な根拠を示す必要がある。
- ミネラル豊富を意味する表記は不当表示となる。(そもそもナトリウム自体がミネラルである)

といった内容を始めとした「食用塩の表示に関する公正競争規約」が認定され、2008年5月21日に食用塩公正取引協議会が正式発足、2010年（平成22年）4月21日から施行された。
表示が適正で、消費者をごまかすものではないことを示すものとして「しお公正マーク」 が、製品に表示される。全製品に添付されるまで、2012年（平成24年）4月21日まで猶予期間があった。

### 栄養成分表示
食品のパッケージには栄養成分表示の欄に、含有塩分量の代わりにナトリウム量のみが記載されている場合がある。これは、高血圧の要因としては食塩量よりむしろナトリウム摂取量が重要視されているためである。
食塩相当量とは、このナトリウムがすべて食塩に由来すると想定した場合の、ナトリウム量に相当する食塩量である。食品に含まれるナトリウム量がわかっているとき、塩分相当量（グラム、g）は、ナトリウム量（g）の2.54倍で求められる。ただし、食品にはアミノ酸塩や重曹などの形でもナトリウムは含まれるため、塩分相当量は実際に食品に含まれている食塩量に比べて若干大きくなる。

### 賞味期限
塩は常温においてきわめて安定した物質であり、腐敗もしない。そのため、食品表示基準では賞味期限を設定することを免除されている。

## 生体内での作用
塩の主成分である塩化ナトリウムは水溶液中ではナトリウムイオン(Na+)(陽イオン)と塩化物イオン(Cl−)(陰イオン)に解離する(電解質)。
細胞においては主に細胞内液へK+とHPO2−
4が、細胞外液へNa+とCl−が偏るように分布する。
- ナトリウムイオンは

1. 体液の量の調整及び浸透圧の調整
2. 神経の興奮作用(イオンチャネルによって細胞外のナトリウムイオンと細胞内のカリウムイオンが交換され電気的変化が信号となる)
3. 筋肉の収縮作用(イオンチャネルによりナトリウムイオンが筋細胞に取り込まれ活動電位を生じカルシウムイオンを放出させ筋肉を収縮させる)
4. 酸塩基平衡を保つための緩衝作用
5. 腸からのアミノ酸の吸収・グルコースの吸収（ナトリウム依存性グルコース共輸送体）

- 塩化物イオンは

1. 体液の量の調整及び浸透圧の調整
2. 胃酸の分泌（H+(水素イオン) + Cl−(塩化物イオン)の水溶液で塩酸となる)
3. 酸塩基平衡を保つための緩衝作用

などの働きをし、どちらも必須ミネラルである。塩化ナトリウムが過度に不足した場合上記の作用が正常に働かなくなる症状が発生する。
- 脱水 ・消化液の不足からの食欲の減衰 ・脱力感 ・筋肉の痙攣 ・嗜眠、精神障害、脳機能障害、昏睡

## 健康への影響

### 1日の塩分摂取量目安と減塩啓蒙活動
2003年、世界保健機関(WHO)と国連食糧農業機関(FAO)による『食事、栄養と生活習慣病の予防』(Diet, Nutrition and the Prevention of Chronic Diseases) では、1日当たりの塩分摂取量を5g以下（ナトリウム2g以下）にとどめるよう勧めている。
2005年（平成17年）版の『日本人の食事摂取基準』では、1日の塩分摂取量を男性成人で10g以下、女性成人で8g以下を推奨し、同時に高血圧を予防するために、過剰なナトリウムを排出する作用のあるカリウムの摂取基準も定めている。カリウムは野菜や果物に多く含まれる。日本の食生活指針と健康日本21（21世紀における国民健康づくり運動）では1日10g以下を目標としている。
2013年時点の日本高血圧学会のガイドラインでは1日6g未満を推奨している。同学会の減塩委員会 は2012年に日本で初めて開かれた「減塩サミット」を共催し、翌年からは毎年主催となって減塩の啓蒙をはかっている。
こうした減塩の推奨は医学関連の学会や厚生労働省だけでなく、都道府県など地方自治体、食品業界にも広がっている。長野県は1960年代から県民に減塩を呼び掛けたことが一因となって平均寿命が延びたと評価されている。これを参考に青森県は“脱・短命県”を目指して、塩分を減らして出汁で味をつける食生活のプロジェクトを進めている。また減塩をうたった味噌・醤油が開発・販売されたり、食酢メーカーが塩を減らして酢を活用することをアピールしたりしている。

### 減塩の取り組みと研究
また慶応義塾大学の三木則尚らの研究チームは、歯の裏に貼ると塩味を感じ、実際の塩分使用量を減らせるチップを開発した。
イギリスでは2005年からの3年間で塩分摂取量の10%削減に成功し、脳卒中などの患者が減って医療費も2,100億円浮いたとの報告もあるという。WASH（World Action on Salt and Health）という団体は食品の食塩量調査や、マスメディアでの減塩活動の推進を実施した。
ニューイングランド・ジャーナル・オブ・メディシンに載せられた論文によると3.7年の調査の結果、1日7.6g - 15.2gの食塩相当の起床時の尿に基づく推定ナトリウム排出量に比べて、17.8gを超えた場合で主要な心血管疾患のリスクが15%増加、7.6g未満の場合でも27%増加と、グラフにしたときにJの字型にリスクが増えることが示されている（Jカーブ効果）。論文では高血圧の対象者のスコアを修正し、心血管疾患・糖尿病・癌の病歴のある人・喫煙者に加えて、調査開始2年以内の発症者を除いても考察は変わらないが、それでも逆因果関係の存在を否定出来ないとしている。
微弱な電気を流すスプーンや器などで塩味を強める仕組みや、塩化カリウムなどの塩化ナトリウム以外の塩味を感じる調味料の使用などが行われる。中国では塩が貴重であった地域において、トウガラシと醸造酢を塩の代わりとし、研究でも酸味やカプサイシンによる辛味で塩味を増強し減塩効果となることが確認された。また、研究ではバジルによって塩味が増強されることが判明している。
減塩の最も簡単な方法は、外食よりも家庭で調理し、スパイスを使い、塩を使わないことである。減塩は単なる常識ではなく、ハーバード大学医学部も減塩を支持しているが、反対する学者もいる。
WHOによる『減塩に関するファクトシート』で、よくある誤解が解説されている。

### 過剰摂取
地球上の多くの生物は適量のナトリウムがないと生命を維持することができず、その供給源である塩は生命にとって欠かせないものである。特に陸生動物にとっては塩分の補給は重要であり、塩分を含む土壌や岩石からでも摂取する必要があった。
人類は発汗能力を発達させた代償に他の動物以上に多くの塩分を必要としており、塩味に対する嗜好も強い。狩猟採集時代は動物の血肉に含まれる塩分に頼っていたが、農耕が始まり穀物や野菜中心の食生活になると（野菜に含まれるカリウムによるナトリウム排出作用もあって）海水や湧水からの製塩や岩塩採掘により塩の採取を行う様になった。しかし調味料として食物に塩をふんだんに利用するようになる と、塩分の取り過ぎが高血圧（食塩感受性高血圧要参照）や腎臓病、心臓病、脳卒中などの遠因となった。そのメカニズムは完全に解明されてはいないが、一般には血中のナトリウムイオン濃度を一定範囲に保つため水分を取るようになり、血液を含む体液の量が増え血圧が高まるとともに、これを体外に排出する機能を司る腎臓に負担がかかるためとされている。
塩蔵された食品は胃癌のリスクが高まるとされる。例えば、2007年11月1日の世界がん研究基金とアメリカがん研究協会によって7000以上の研究から分析したがん予防の報告書 では、中国広東式の塩蔵の魚は鼻咽頭癌のリスクを上げると報告している。
また動物実験では、N-メチル-N-ニトロソウレアと食塩とヘリコバクター・ピロリを同時に投与すると有意に胃癌が増えることが示されている。厚生労働省による研究では、塩分濃度の高い食事を日常的に摂取する人たちは、そうでない人たちに比べて胃癌となるリスクが高いことが統計的に示されている。
ハーバード大学医学部の調査によると、体重やナトリウム摂取量を減らしたいような場合、摂取した食物の種類や量を記録していると、より良い結果を得られる。

### 摂取不足
しかし現在では、塩分の過剰摂取を恐れるあまり塩分を控える人が多くなったため、極端な塩分の制限により食中毒の頻発や塩分の不足が起きることがある。大量の発汗で水分とともに塩分が流れ出てしまった場合など、昏睡状態となって病院に運ばれる者や死亡する者も出ている。命を取り留めても、慢性的に塩分が不足していた場合、血中のイオン濃度を低いレベルで一定範囲に保とうとするように体が変化してしまっているため、一般的な塩分の補給量ではすぐに塩分が排出されてしまう。このため長期間にわたって塩分を大量摂取する治療を行わなければならなくなる。
また、上記ほどの塩分の不足でなくても、炎天下の運動の際等、汗をかいた際には水分だけでなく塩分も排出されるが、それにも拘らず水分だけを補給すると血中のイオン濃度が低くなる。体は血中のイオン濃度を一定範囲に保とうとさらに汗をかいたり排尿しようとしたりするため、さらに水分不足となり熱中症や痙攣を引き起こす場合もある。そのため、高温環境下で作業を行う鋳物工場などでは、作業員の塩分補給用に食塩が置かれている。猛暑時に野外作業やスポーツをする人向けに、塩分入りドリンクや経口補水液、塩飴、1個ずつ包装された梅干しなどが販売されている。

## 用途

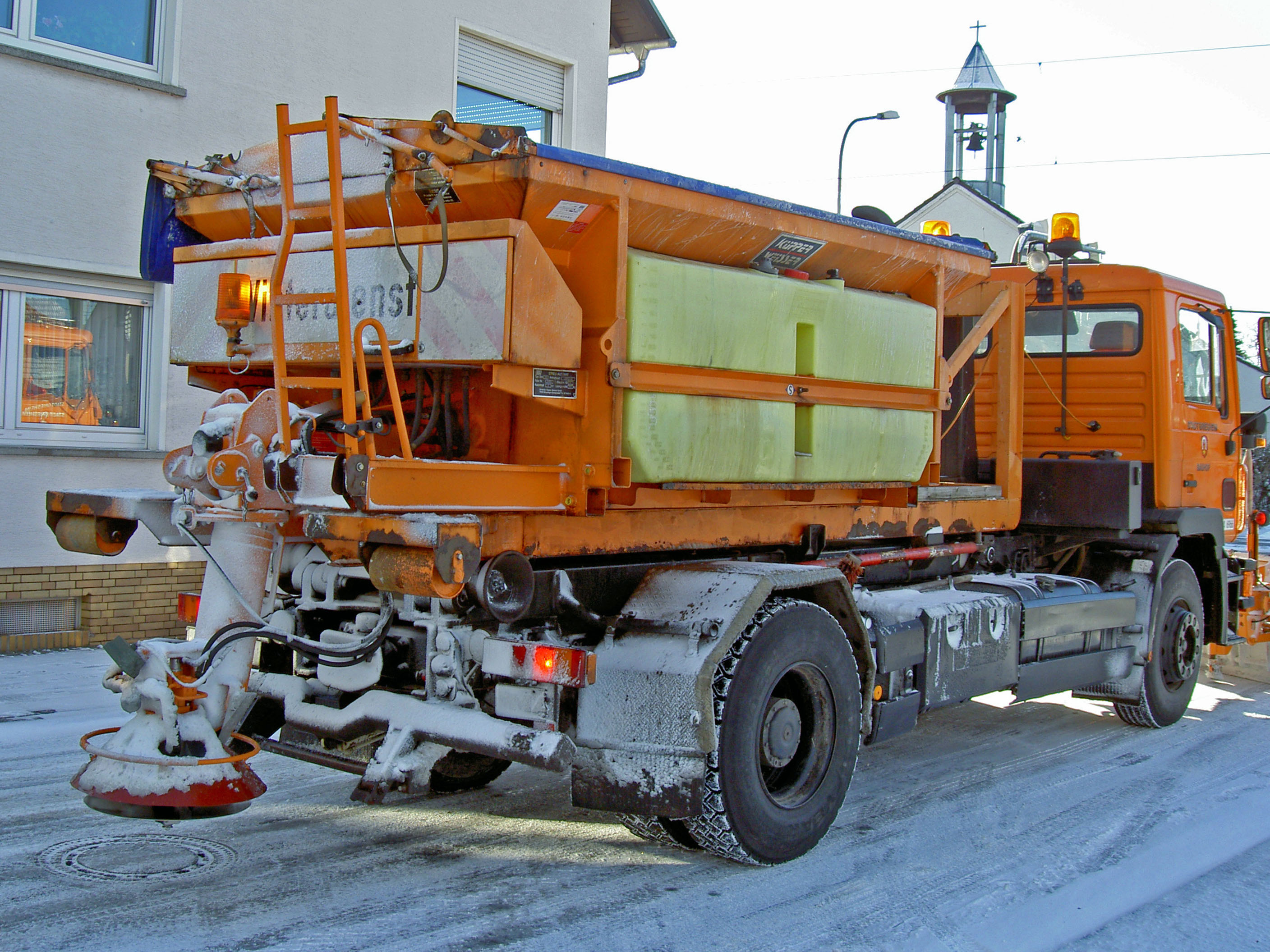
道路に除雪のため塩を散布するための車(fr)。20世紀になってから使用されるようになったが、地下水の塩濃度を高め飲用水として適さなくするとして問題となっている。

アメリカ地質調査所が2023年に公表した用途のデータでは、道路の除雪に塩の消費量全体の約42％、塩素・苛性ソーダなどの化学製品の原料に約39％、卸売業者9％、食品加工業4％、農業3％、産業用2％、primary water treatment 1％である。

### 食品
- 塩味調味料 - 食卓塩
- 保存のために食品を塩漬けにする。岩塩には、食中毒の原因となるボツリヌス菌などを抑制する亜硝酸ナトリウムが含まれ、長期間保存するハムなどに利用された。

料理における塩
調味料についての日本の語呂合わせに「さしすせそ」というものがあり、「さとう、しお、す、しょうゆ、みそ」から取っている。
- 振り塩
- 化粧塩
- 立て塩
- 塩焼き - 塩だけで味付けされた魚などを焼く料理
- 塩釜焼き

## 塩の保存・配膳
精製塩には業務用と家庭用があり、業務用は無添加だが、家庭用は塩の固化防止剤として炭酸マグネシウムを添加している。
塩を保管する際には吸湿などを防ぐために調味料シェーカー（塩入れ）、ソルトセラーなどの容器で保管される。また、岩塩を削って粗塩のような粒度の大きい塩を食品にかけられるソルトミルなども使われた。
塩は金属をサビさせるため、サビない木や陶器や金や銀の器、塩俵、毛織物、角・牙で作った容器、動物の胃袋や膀胱等で作った袋などに入れた。イランの遊牧民ではナマクダンと呼ばれる動物が勝手に塩を取らないよう口がすぼまった毛織物袋に入れて塩要求がある家畜を引き連れていた。
日本においては、手塩皿（てしおざら）、おてしょと呼ばれる小皿に少量盛って味付けを調整した。
こういった塩入れは、塩が貴重だった時代のヨーロッパでは、上座の前にのみ置かれ、下位に渡されていくため、身分とステータスを示すものであったため豪華であった。その慣例から、慣用句 above the salt は上座に座っていることを示す。

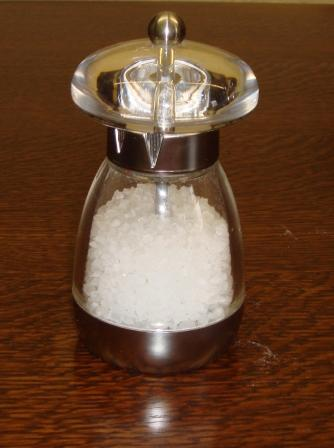
調味料シェイカーに入った食塩
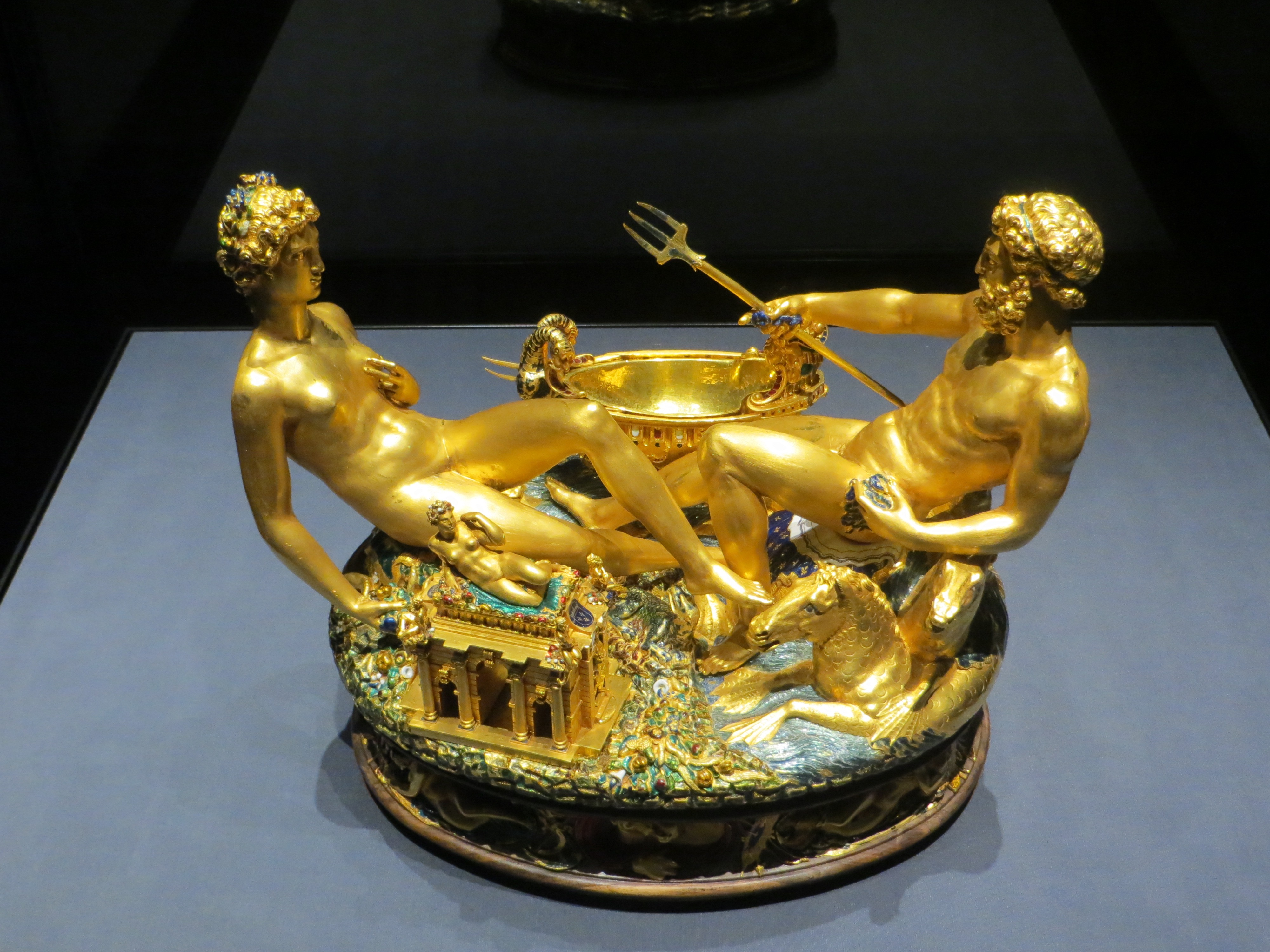
Cellini Salt Cellar（英語版）
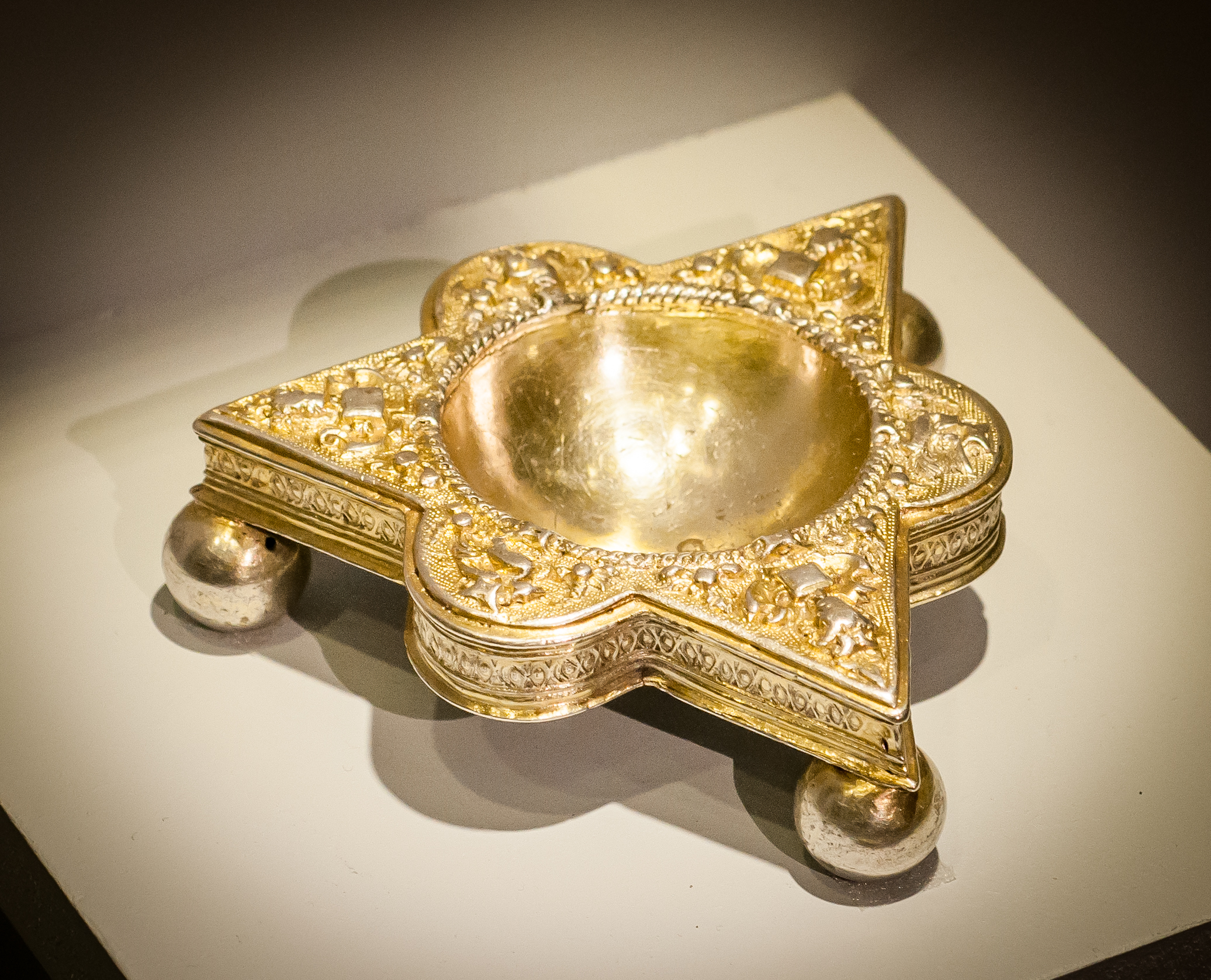
16世紀、神聖ローマ帝国帝都ニュルンベルクのソルトセラー
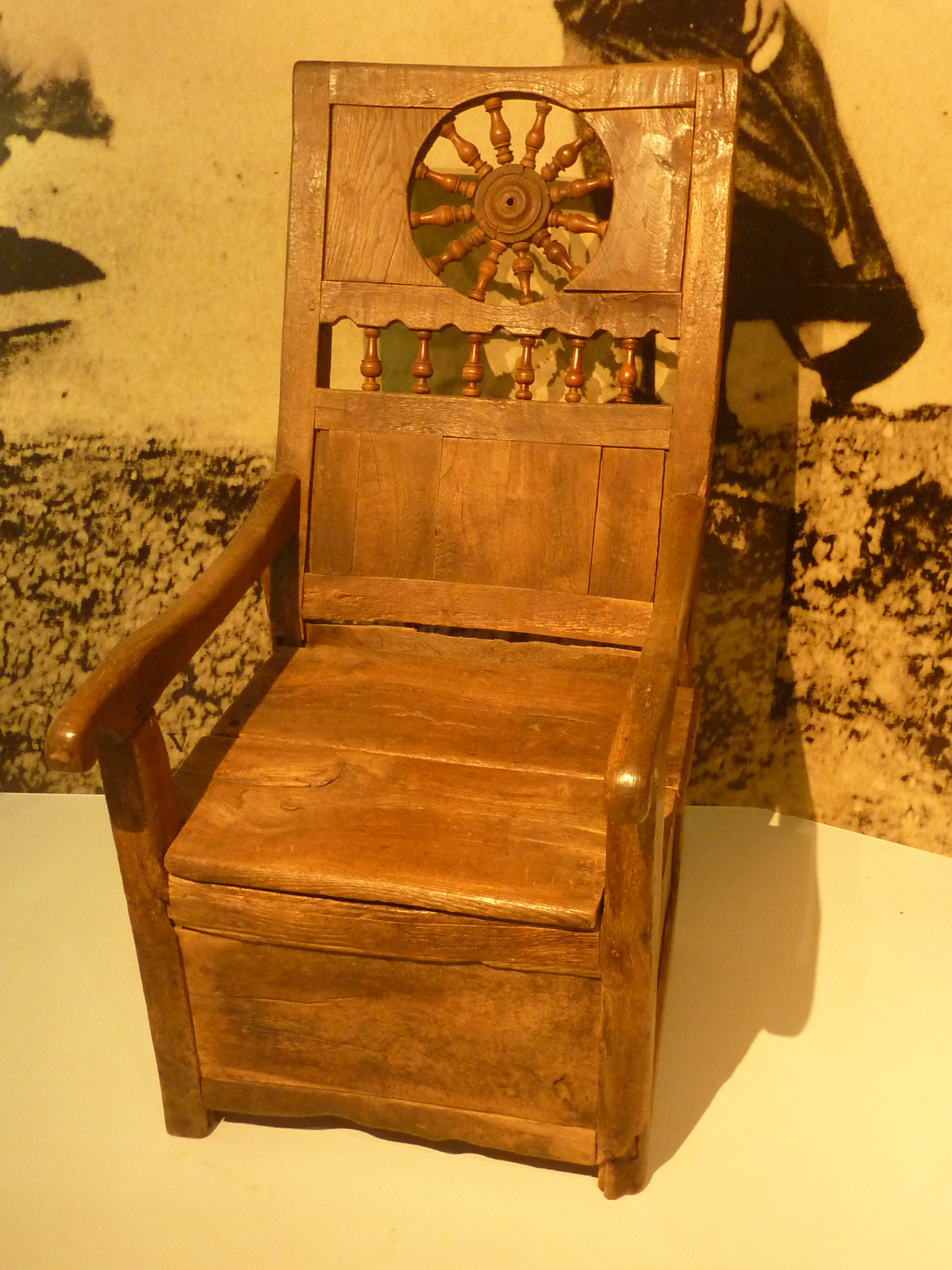
フランスの椅子。チェスト部が塩の収納スペースとなっていた。
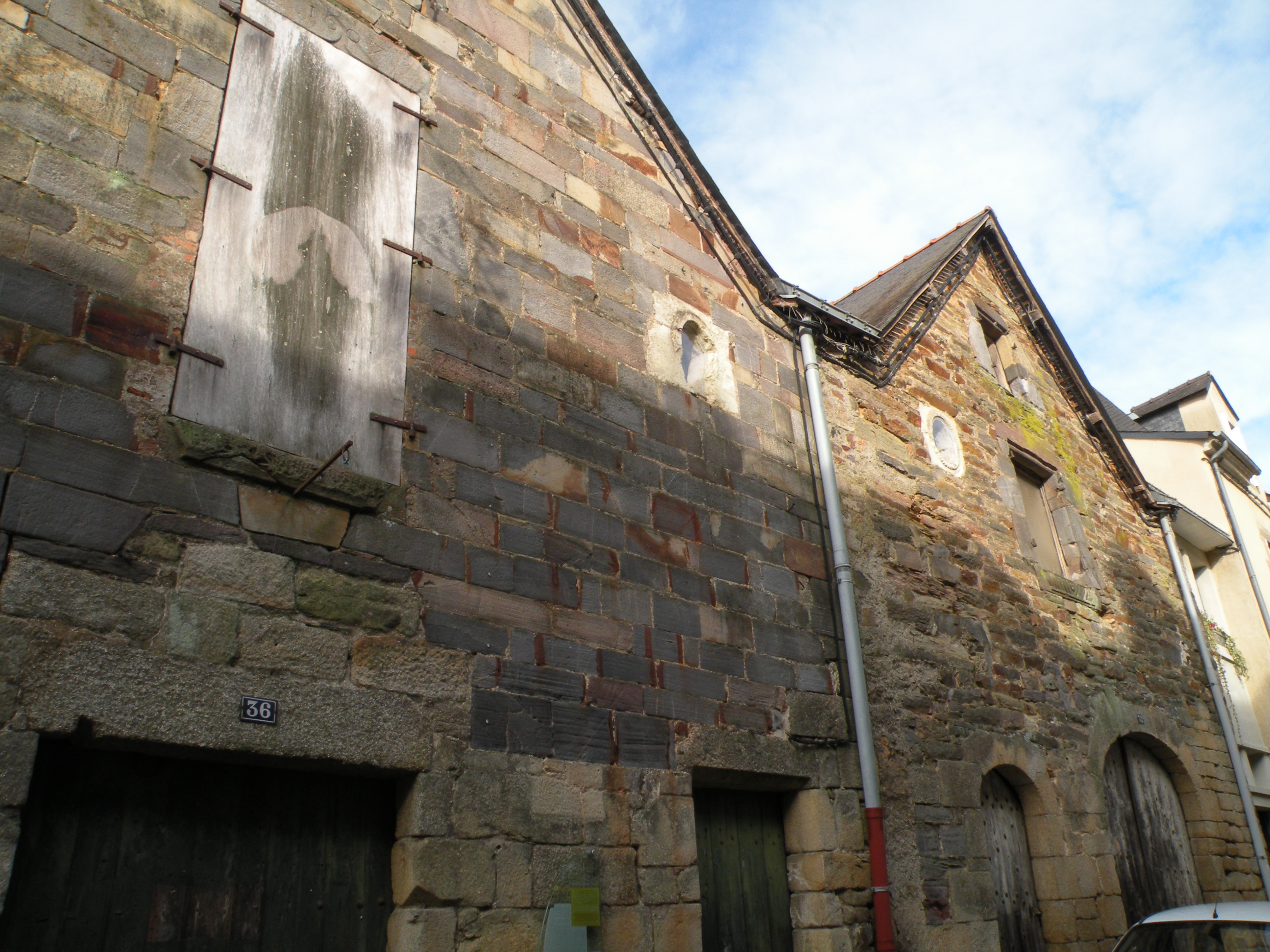
フランス王家が管理していた塩蔵(Grenier à sel)
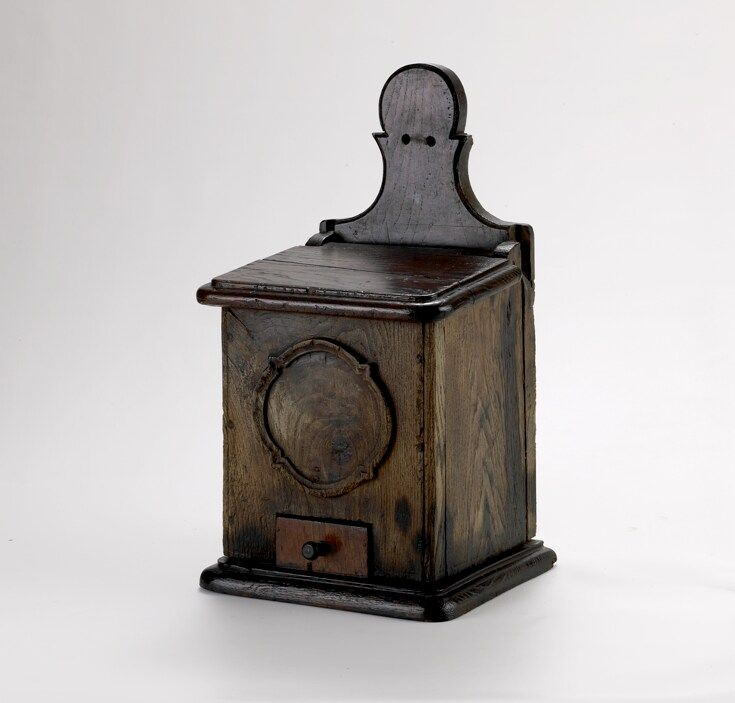
フランスのソルトボックス
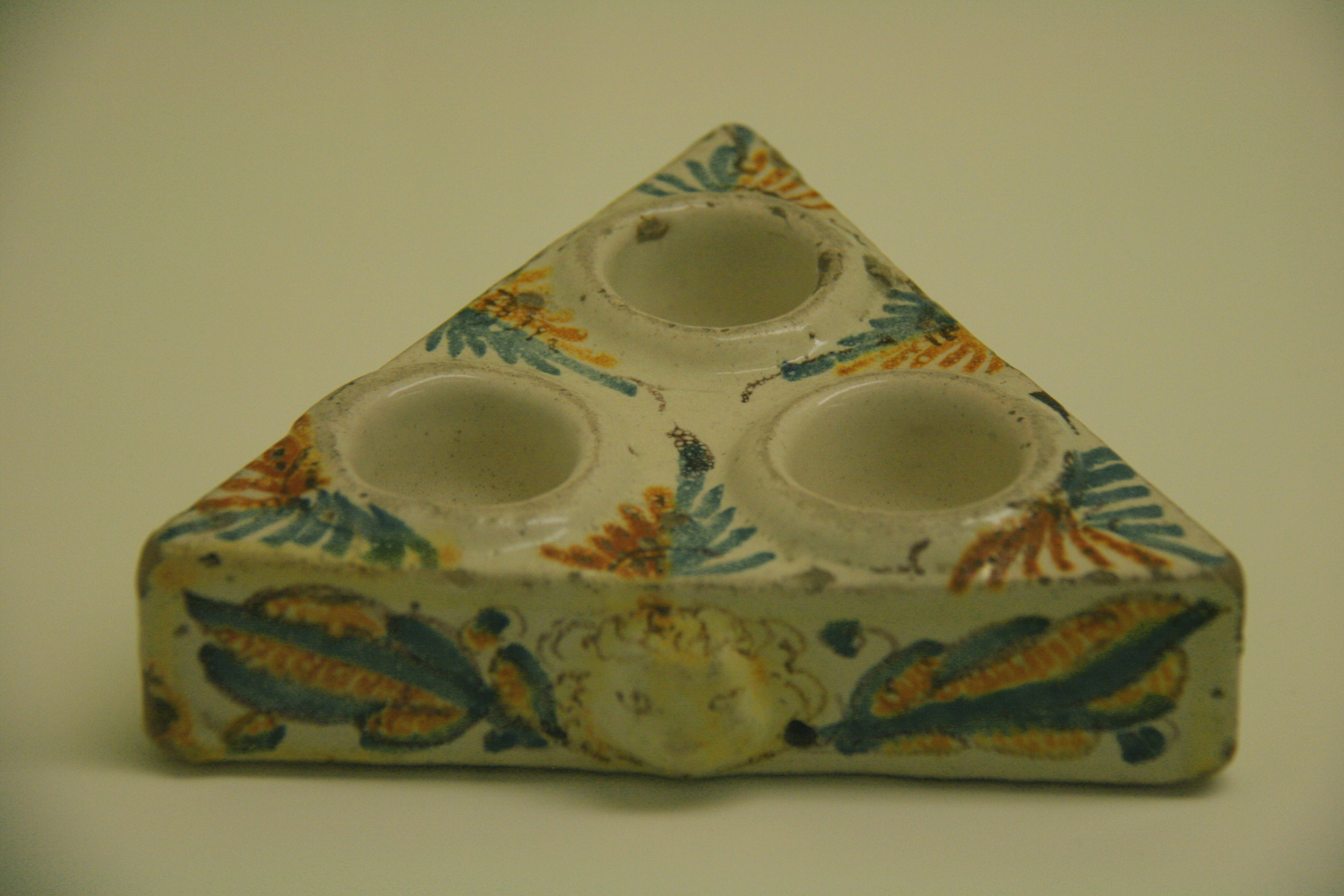
スペインの陶器製塩入れ
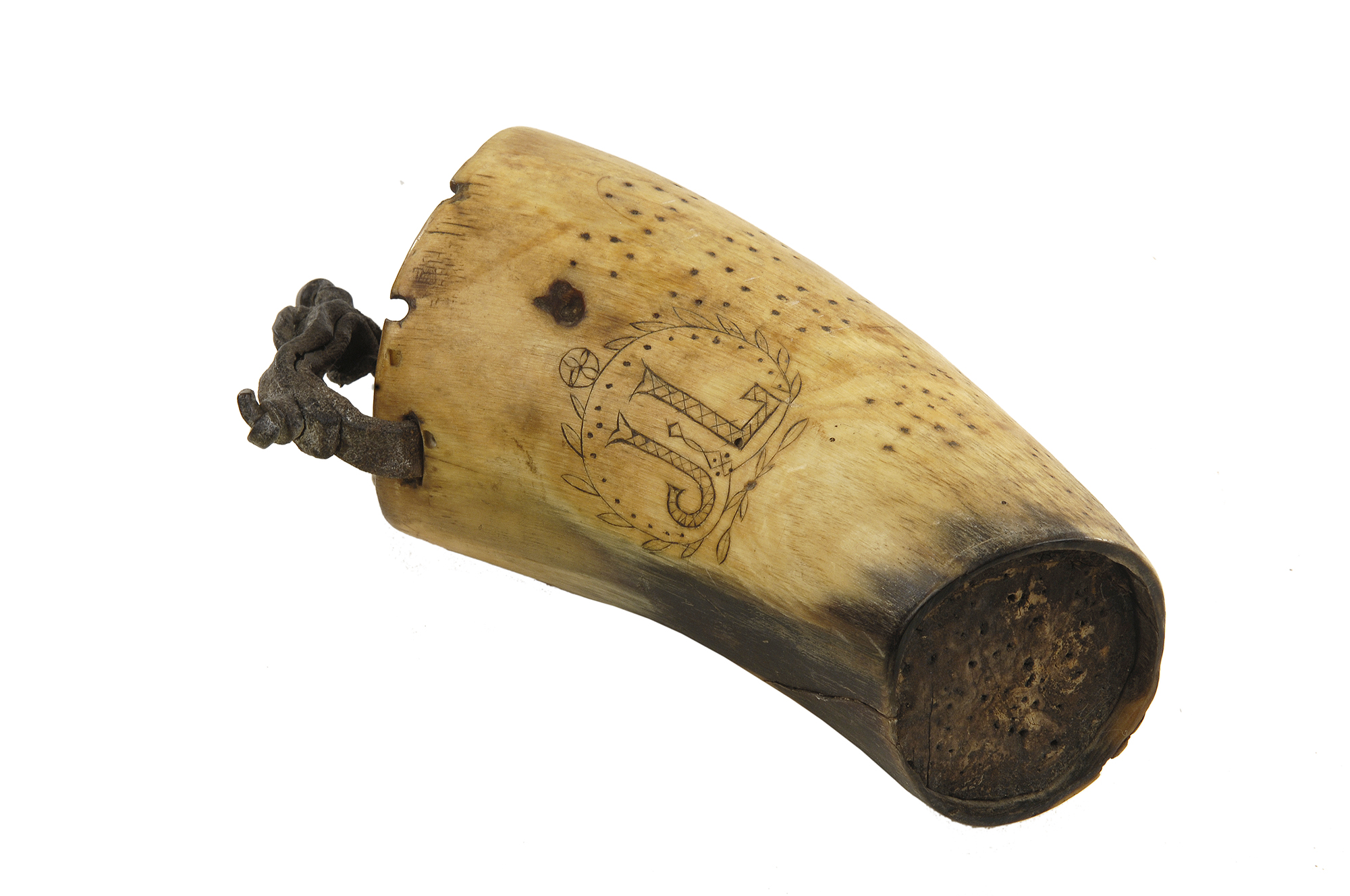
動物の角で作られたシェイカー
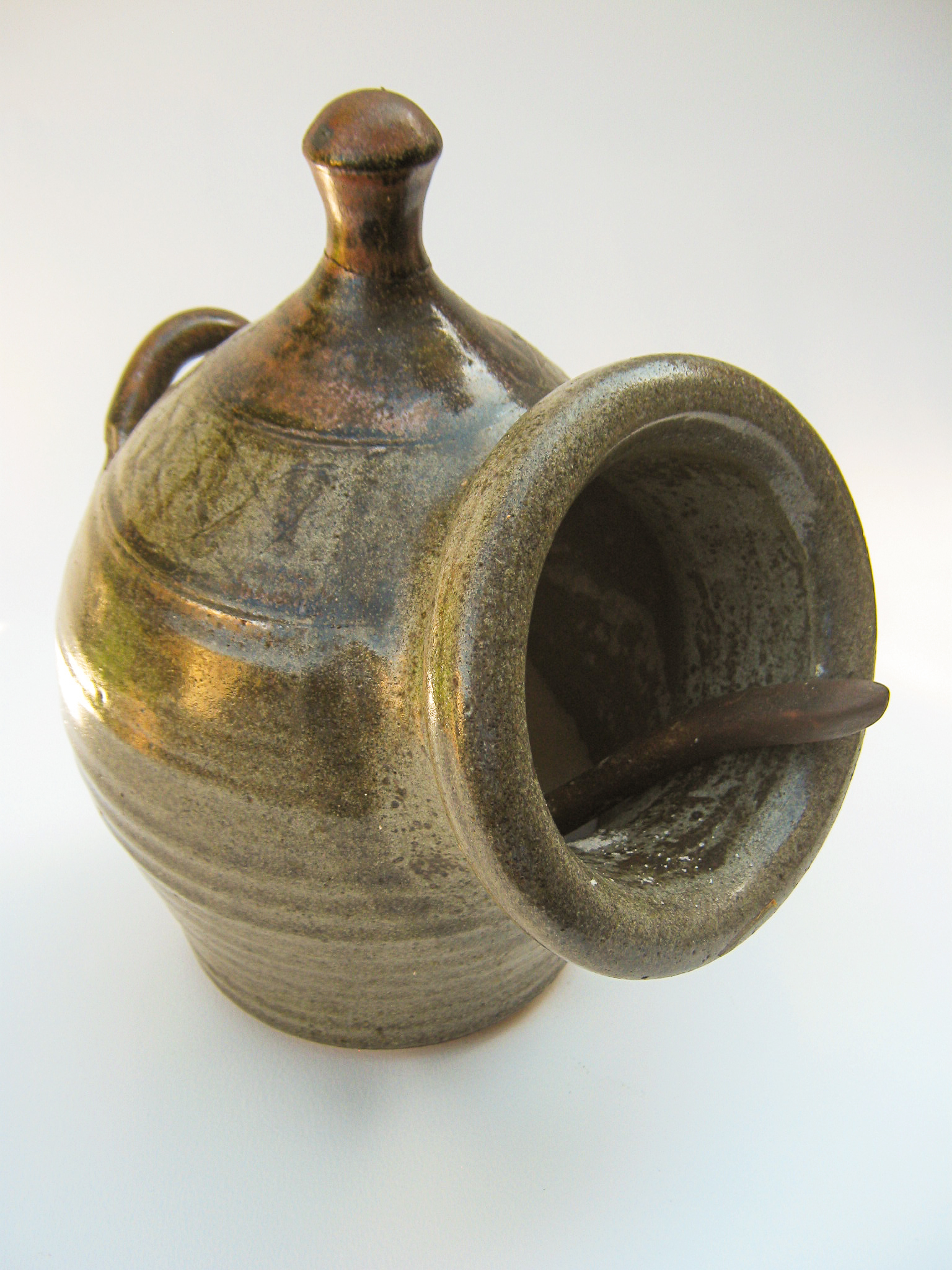
ソルトピッグ（英語版）

## 塩の表現
日本語
女房言葉では「波の花」とも呼ぶ。“死を”を連想させる忌み言葉のためである。
英語など
古代ローマにおいて、兵士への給料として塩（ラテン語 sal）が支給された。英語の salary （サラリー：「給与」）はここに由来している。後に塩を買う為の俸給がソリドゥス金貨で支払われるようになり、ソルジャー（英語: soldier）の語源となった。
食品に関する語彙には当然ながら「塩」に由来するものが多い。ラテン系由来の語彙に限っても、「サラダ（salad）」「ソース（sauce）」「サルサ（salsa）」「ソーセージ（sausage）」「サラミ（salami）」などは明らかである。
英語の salt （ソルト：塩）はラテン語に由来するわけではないが、より古いインド・ヨーロッパ語の基層において同じ語源につながる語であり、この事実自体、先史時代以来、塩がいかに身近で重要なものだったかを示していると言える。

## 塩が関係する言葉・故事・慣例など
五十音順で表記。

### 日本

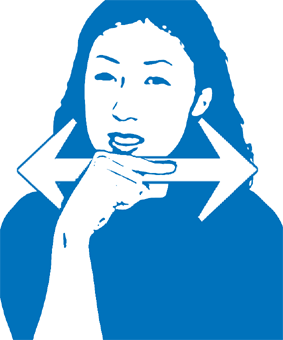
日本手話の塩：塩で歯を磨く動作から。

若狭湾の角鹿地域（つぬがちいき、明治以降に敦賀市とされた地域）は、古代の塩の産地である。武烈天皇の時代に、武烈天皇の怒りを買って殺された平群真鳥は死の間際に多くの塩を呪って天皇に仇を為そうとしたが、角鹿産の塩だけは天皇が食べても安全な塩とされた。
御塩
伊勢神宮での神事に用いられる塩は、塩田で作られた後、御塩殿神社にあるかまどで焼き堅められる。
清め塩
日本神道で塩は、穢れを祓い清める力を持つとみなす。そのため祭壇に塩を供えたり、神道行事で使用する風習がある。また、日本においては死を穢れの一種とみなす土着信仰がある。そのため葬儀後、塩を使って身を清める風習がある。仏教での死は穢れではないとして、葬儀後の清めの塩を使わない仏教宗派も多くある。
沖縄県の宮古島では神道や仏教ではないが、土地の習慣で海でお祓いをする儀式の時に塩を用い、また、清めの意味で玄関などに袋入りの塩を置く。
さらに、相撲においては、取組み前に塩を使って土俵を清める。これは、神道思想に基づくものであるが、同時に塩による殺菌効果もある。
また、家に来た嫌な客が帰った後に、清めるのはもちろん二度と家に来ないようにと玄関に塩をまくこともある。塩をまいたり、後述の盛り塩をしたりするのは悪霊ばらいの意味もある。
古来より灰も殺菌・洗浄効果のある身近な化学物質として用いられ、清め塩同様に穢れを祓い清めることに用いられることがあった。
敵に塩を送る
内陸国である甲斐の武田信玄と日本海に面した越後の上杉謙信は当時交戦中であった。その最中、当時甲斐に塩を供給していた駿河の今川氏は武田氏と反目し始め、甲斐への塩の輸出を絶ってしまう。それを知った謙信は、永禄11年1月11日（1568年2月8日）に、越後の塩を送ったとされている。敵対国であるにも拘らず、塩を送った謙信の行為は高く評価され後世に伝わった。ここから「敵に塩を送る」（敵対する相手に援助を差し伸べること）という言葉が生まれた。長野県松本市中央の本町にはその時塩を積んだ牛をつないだという「牛つなぎ石」が残っている。
塩の道
日本の塩を運んだ道。
手塩に掛ける
自分自身の手で大切に育て上げること。近年では加工食品などを丁寧に作る時などにも用いる。類似する言葉として「腕に縒りを掛ける」「丹精を込める」「手間隙掛ける」などがある。手塩とは、食膳に清めとしてや好みの塩加減にするために盛られた塩のことで、その塩で味の調整をすることを手塩に掛けると言ったのが語源である。
日本手話の塩
日本人は、かつて塩で歯を磨いていたことに由来する。
盛り塩
日本国内で飲食店など第三次産業の店舗入り口に塩を盛り付けておく慣習で、客を集める縁起担ぎであり、又、厄除け、魔除けの意味も持つ。
確証は無いが、由来は一般には西晋の武帝（司馬炎）の故事にあるともいわれる。司馬炎は毎晩羊に引かせた車に乗って後宮を巡り、羊が立ち止まった部屋の女性と一夜をともにすることにしていた。あるとき数日続けて同じ部屋の前で羊が足を止めることがあった。その部屋に住んでいる女性が通路に盛り塩を置いておき、羊は塩を舐めるためにそこに立ち止まったという。
塩責め
塩を使った拷問。ことわざに「傷口に塩」があり、痛む上に塩を塗るの意。『万葉集』巻第五「雑歌」896番に「諺に曰く、痛き傷に塩をそそき、短き材（き）の端をきるという」とあり、古代から傷口に塩を塗る行為の認識は見られる。
焼き塩
精製度の低い食塩には塩化マグネシウム（にがり）が含まれ、湿気を吸って潮解する。煎って酸化マグネシウムとすることで苦みと吸湿性のない焼き塩となる。こういった特性をネタにした落語、泣き塩がある。湿っぽい話に、焼き塩屋もつられて泣いて、塩も泣き塩（実は元から質が悪く泣き塩だった）になってしまうというオチ。

### 日本以外
塩の柱
創世記第19章において、悪徳都市ソドムとゴモラが滅ぼされる際、神の使いが脱出するロトの家族に振り返るなと告げたが、ロトの妻は振り返ってしまい（見るなのタブー）、「塩の柱」となってしまったという記述がある。
地の塩
マタイによる福音書には「地の塩、世の光」を規範として述べている部分がある。ほか、マルコによる福音書、ルカによる福音書に記述がある。塩は腐敗を防ぐことから、道徳や行いの優れた、社会の規範となるべき人々を示す比喩。
塩の契約
神と人との間に結ばれた朽ちる事のない永遠の契約。民数記「イスラエルの人々が、主にささげる聖なる供え物はみな、あなたとあなたのむすこ娘とに与えて、永久に受ける分とする。これは主の前にあって、あなたとあなたの子孫とに対し、永遠に変らぬ塩の契約である」。歴代志「あなたがたはイスラエルの神、主が塩の契約をもってイスラエルの国をながくダビデとその子孫に賜わったことを知らないのか。」。
独立の塩
1930年にマハトマ・ガンディー並びに彼の支持者が、イギリス植民地インド政府による塩の専売に反対し、製塩を行うための抗議行動のために「塩の行進」を行う。インド独立運動におけるガンディーの非暴力不服従の象徴とされる。
塩と友好
パンと塩は、慣習としてロシアやその他のスラヴ諸国で来訪客の歓迎に振舞われる食べ物である。戦地から帰ってきた兵士や、ロシアの大地に到着・着陸した宇宙飛行士などにも振舞われる。この伝統は宇宙にも波及し、ミール宇宙ステーションに到着した宇宙飛行士にも塩タブレットとクラッカーのパックが振舞われ、国際宇宙ステーションにも伝統は引き継がれた。アラブ世界では、一緒に食べることによって同盟・和解を象徴する食べ物である。ユダヤの文化でも歓迎の意味で振舞われたり、キッドゥーシュ（安息日）にパンに塩を付けて食す習慣がある。
塩だけでも、古来のアラビアでは分け合うだけで神聖な友誼を交わしたこととなる。千夜一夜物語の中には、盗人が転んだ拍子に岩塩を舐めてしまい、塩をもらったよしみで盗んだ物を置いて帰る話がある。
逆パターンに『アリババと40人の盗賊』では、油商人に化けた盗賊の頭がこれから殺す予定のアリババの家に泊まった際に「料理に塩を入れないでくれ」と頼み、疑問に思った調理担当のモルジアナが上述のしきたり（塩の入った料理をふるまわれる＝仲間になる）を思い出して疑う展開がある。また、中東には「塩を裏切る」という表現で「主人を裏切る」という意味があり、レオナルド・ダ・ヴィンチの『最後の晩餐』で塩を倒すのが裏切りを暗示しているとされる。
パンと塩と石炭
スコットランドを含むイギリス北部では、正月（ホグマネイ）に、お客が「パンと塩と石炭」（パンは食べ物、石炭は燃料、塩は健康の、それぞれに困らないようにという縁起を担いでいる）を持ってくる習慣がある（他に、ウィスキー、フルーツケーキなどの縁起物も土産に持ってくる処もある）。
塩と身分
英語の慣用句に上座を意味する「above the salt」（塩の上流）がある。これは中世の食卓中央に塩が置かれ、その近くにホストが座っていたことから付いた。同様に塩が渡される方向である「below the salt」（塩の下流）は下座である。
塩土化
征服した街や土地に二度と人が住めない土地とするために塩をまく呪いの儀式。古代近東で生まれ、中世のさまざまな民話のモチーフとなった。塩分を含んだ土で育つ植物がほとんどないことを元にした儀式であるが、実際に土地が利用不可能になるほど大量の塩がまかれた例は確認されていない。ローマ帝国が第三次ポエニ戦争でカルタゴを滅ぼした際、カルタゴ市を塩土化したという記述が知られる。
塩取引
塩を通貨とする取引。ローマの政治家カッシオドルスは「黄金を欲しがらない人はいるが、塩を欲しがらない人なんていない」という名言を残している。ローマの兵士は塩を給料とするサラリーで働いた。日本でも平安時代には、春秋に賞与として塩が与えられた。マヤ文明でも塩は貨幣として利用された。
フランス王国や中国唐代、そして日本などにおいては塩の取引を専売制に変え、塩税をかけて国家の財政を支えてきた（塩鉄論、塩引法、日本専売公社、インドにおけるイギリスの塩税、Salzregal）。しかし、高い税制と占有は市民の怒りともなりフランス革命やインドの独立運動の原因の一つともなった。
また、このような高い税がかけられると密輸も行われるようになった。フランスでは、イタリアから塩を密輸する密輸業者を faux sau(l)niers 等と呼び、税関職員であるGabelouが取り締まりを行った。中国では、塩梟（えんきよう）、塩賊などと呼ばれる密輸業者や海賊による密輸が行われた。
それとは別に、天日塩と煎熱塩でも価格差が生じやすく、韓国では安価な天日塩で作られた中国産が関税がかからないよう密輸され、韓国国内の塩製造業界は存亡の危機にさらされた。
塩に関わる土地
イギリスの-wich town、ドイツのHall (Ortsname)・Salz・Soden、オランダ語のZoutは塩の生産拠点に多い地名である。そのほかにも、トルコ語tuzから来たトゥズラ（トルコ語で塩の土地の意）など、塩が関連する地名は多い。

## 信仰
塩を水に混ぜたり、地面に撒いたり、火にまいたりなどが行われる。キリスト教では初期のころから、ブレスド・ソルトという祝福された塩を用いた儀式を行っており、このブレスド・ソルトは聖水を作る際にも使用される。
- 鹽竈神社[79]
- シオツチノオジ（塩土老翁）
- ウィシュトシワトル - アステカ神話における塩と海水をつかさどる豊穣神
- 木曜の塩（ロシア語版） - ロシアにおいて、もともとはキリスト教とは関係ない土着の風習であったが、聖木曜日に、塩をライ麦粉やパン粉などに混ぜてリネンの袋などに入れてから黒く焦げたものを粉砕した塩を、復活祭に食べるとご利益があるとされた[80][81]。

## 関連施設

### 塩の博物館
- ポモリエ塩博物館（英語版） - ブルガリア ポモリエ
- アル＝ケ＝スナンの王立製塩所 - フランス
- ドイツ塩博物館（英語版）
- Усть-Боровской солеваренный завод（ロシア語版） - ロシア
- Anchovy and Salt Museum（英語版） - スペイン

アジア
- たばこと塩の博物館 - 日本
- 自貢市塩業歴史博物館（英語版） - 中国
- 台湾盐博物馆（英語版）

アメリカ大陸
- Weaver Hall Museum and Workhouse（英語版）
- Salt Museum - ニューヨーク、リバプール
- Strataca（英語版）
- ネモコン（英語版）岩塩坑道 - コロンビア

### 健康施設
潮風のような塩分を含んだ風が呼吸器などの健康に良いとされたため、海洋療法（タラソテラピー）やハロセラピー(ソルトセラピー)が行われた。
ドイツの岩塩が溶けた地下水を地上に汲み上げて自然の風で濃縮するグラディアヴェルクでは、18世紀から19世紀にかけてクアパークという健康施設が併設された。ルーマニアのトゥルダ岩塩坑(サリーナ・トゥルダ)も地下に呼吸器に良いとされる観光施設が置かれた。